# Comuna Uharove, Orativ
Uharove (în ucraineană Угарове) este o comună în raionul Orativ, regiunea Vinnița, Ucraina, formată din satele Berezovca, Kalenivka și Uharove (reședința).

## Demografie
Componența lingvistică a satului Uharove
     Ucraineană (99,32%)
     Alte limbi (0,68%)
Conform recensământului din 2001, majoritatea populației satului Uharove era vorbitoare de ucraineană (99,32%), existând în minoritate și vorbitori de alte limbi.